# Чирен (газохранилище)
 Тази статия е за подземното газохранилище.  За селото вижте Чирен.  
Подземното газохранилище „Чирен“ е изградено на мястото на изтощеното газокондензатно находище, което е открито на 16 август 1963 г. край село Чирен, област Враца. Газохранилището се използва за покриване на сезонната неравномерност в потреблението на природен газ в страната и е един от инструментите за гарантиране на сигурността на газовите доставки. То е с капацитет на активен газ около 550 млн. m3/годишно.
По време на експлоатацията на находището са добити общо 2,8 млрд. m3 природен газ и 76 200 m3 газов кондензат. Работата на газовото хранилище започва през август 1974 г. с трансформирането на изтощеното находище в газово хранилище и единственото на територията на България. В газохранилището работят 24 експлоатационни сондажа, компресорна станция с обща инсталирана мощност 10 MW и технически съоръжения, необходими за осигуряване на нагнетяването, добива и качеството на съхранявания газ. Експлоатацията на газовото хранилище е циклична, като периодът за нагнетяване на природен газ е през месеците април – октомври, а периодът за добив е през месеците ноември – март.
През периода 1965 – 1967 г. е газифициран циментовият завод „Бели извор“, като за него са добивани ограничени количества газ от газокондензатното находище „Чирен“. Първите количества газ за завода са подадени на 6 февруари 1965 г. През 1967 г. е постигнат планираният проектен добив от находището, когато е завършено проучването му. Този добив продължава до 1974 г. След това започва изграждане на газохранилище „Чирен“ и експлоатация на газопроводните отклонения: Батулци – Чирен, Чирен – Циментов завод – Бели извор, Чирен – Химически комбинат – Враца, Чирен – Монтана.
Най-големият добив на природен газ, осъществен от газовото хранилище за един сезон възлиза на 390 млн. m3. Добивът зависи от потребностите на пазара в страната. Максималният денонощен добив, достигнат по време на газовата криза през януари 2009 г., поддържан в продължение на две седмици е 4,2 млн. m3/ден.
На 27 юни 2022 в Люксембург е подписано споразумение за финансиране разширяването на газохранилище Чирен, между „Булгартрансгаз“ ЕАД и Европейската изпълнителна агенция по климат, инфраструктура и околна среда. В рамките на проекта трябва да бъде извършено модернизиране и разширяване на надземните съоръжения на хранилището, чрез изграждане на надземни съоръжения, сондажи и газопровод с дължина около 45 км. По този начин капацитетът за съхранение на природен газ в „Чирен“ ще бъде увеличен до 1 млрд. m3, а на дневните капацитети на добив и нагнетяване – до 8-10 млн. m3/ден. Предвижда се съоръженията да бъдат въведени в експлоатация поетапно до края на 2024 г.
Собственик и оператор е „Булгартрансгаз“ ЕАД.